# Arnold III. von Dachau
Arnold III. von Dachau (* um 1122; † nach 1. November 1185) war ein Sohn von Konrad I. von Scheyern-Dachau. Seine Mutter war Willibirg von Lurngau.
Ehefrau und Kinder sind nicht überliefert.
Im Jahr 1175 übertrug er im Auftrag des Pfalzgrafen Otto VI. Besitz des Ortsteils Sand von Todtenweis an das Kloster Sankt Ulrich und Afra Augsburg.